# Abita Springs
Abita Springs è una città degli Stati Uniti d'America, situata nello Stato della Louisiana e in particolare nella Parrocchia di Saint Tammany.

## Storia

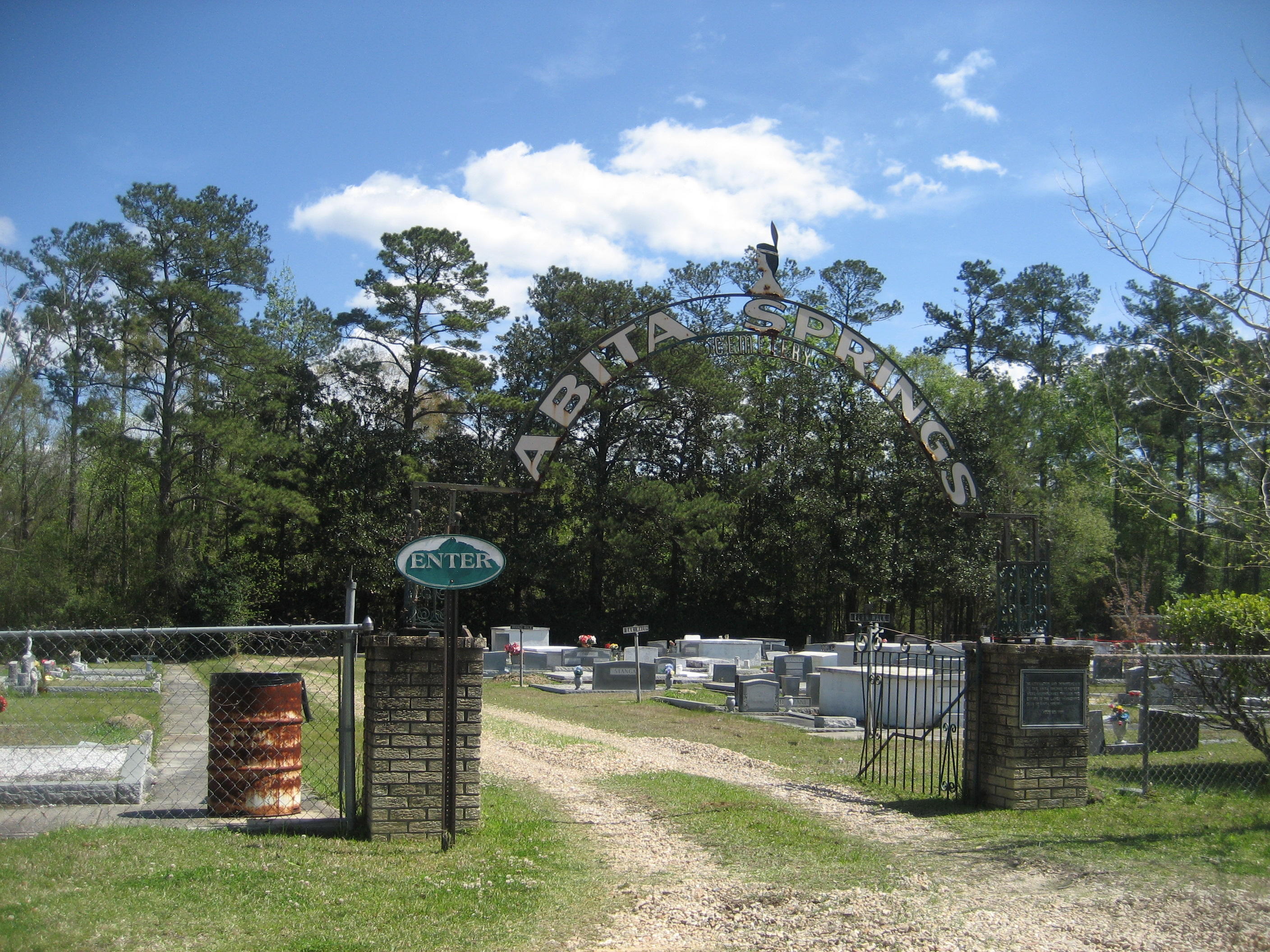
Il cimitero di Abita Springs nel 2009

Istituita nel 1903, Abita Springs era in origine un villaggio Choctaw e prende il suo nome dalle vicine sorgenti medicinali. Le tombe e i terreni di esecuzione dei Choctaw, in uso fino al 1880 circa, sono situati nelle vicinanze.
La città è famosa soprattutto per il birrificio Abita Brewing Company, fondato nel 1986 da Jim Patton e Rush Cumming. Le birre Abita vengono vendute in 46 stati statunitensi e nel Portorico.